# Licq-Athérey
Pour les articles homonymes, voir Athérey et Licq.
Licq-Athérey [lik ateʁɛj] (Ligi-Atherei en basque) est une commune française située dans le département des Pyrénées-Atlantiques, en région Nouvelle-Aquitaine.
Le gentilé est Ligiar.

## Géographie

### Localisation
La commune de Licq-Athérey se trouve dans le département des Pyrénées-Atlantiques, en région Nouvelle-Aquitaine.
Elle se situe à 64 km par la route de Pau, préfecture du département, à 31 km d'Oloron-Sainte-Marie, sous-préfecture, et à 21 km de Mauléon-Licharre, bureau centralisateur du canton de Montagne Basque dont dépend la commune depuis 2015 pour les élections départementales.
La commune fait en outre partie du bassin de vie de Mauléon-Licharre.
Les communes les plus proches sont : 
Etchebar (2,1 km), Haux (2,6 km), Lichans-Sunhar (2,9 km), Laguinge-Restoue (3,1 km), Alçay-Alçabéhéty-Sunharette (4,1 km), Lacarry-Arhan-Charritte-de-Haut (4,4 km), Tardets-Sorholus (5,6 km), Alos-Sibas-Abense (5,8 km).
Sur le plan historique et culturel, Licq-Athérey fait partie de la province de la Soule, un des sept territoires composant le Pays basque,. La Basse-Navarre en est la province la plus variée en ce qui concerne son patrimoine, mais aussi la plus complexe du fait de son morcellement géographique. Depuis 1999, l'Académie de la langue basque ou Euskalzaindia divise le territoire du Labourd en six zones,. La Soule, traversée par la vallée du Saison, est restée repliée sur ses traditions (mascarades, pastorales, chasse à la palombe, etc). Elle se divise en Arbaille, Basse-Soule et Haute-Soule, dont fait partie la commune.

### Communes limitrophes
Les communes limitrophes sont  Etchebar, Haux, Laguinge-Restoue, Larrau, Lichans-Sunhar et Sainte-Engrâce.
| Etchebar | Lichans-Sunhar | Laguinge-Restoue |
|          | Licq-Athérey   | Haux             |
| Larrau   | Sainte-Engrâce |                  |

### Hydrographie

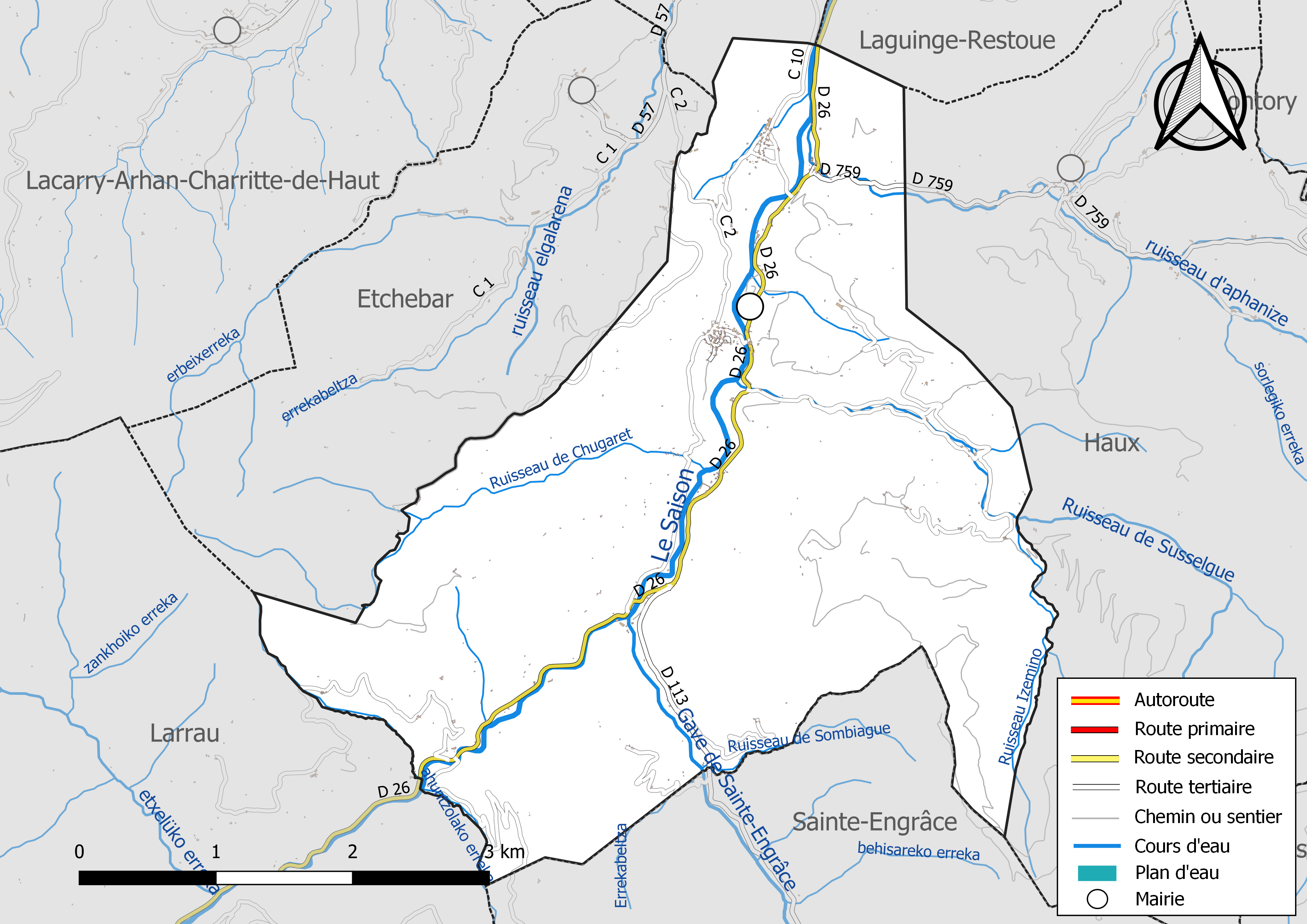
Réseaux hydrographique et routier de Licq-Athérey.

La commune est drainée par le Saison, le gave de Sainte-Engrâce, le ruisseau d'Appaniche, le ruisseau de Susselgue, le ruisseau d'Ahunzola, le ruisseau de Chugaret, le ruisseau de Petitche, le ruisseau de Sombiague, le ruisseau Izemino, et par divers petits cours d'eau, constituant un réseau hydrographique de 22 km de longueur totale,.
Le Saison, d'une longueur totale de 72,2 km, prend sa source dans la commune de Larrau et s'écoule du sud vers le nord. Il traverse la commune et se jette dans le gave d'Oloron à Autevielle-Saint-Martin-Bideren, après avoir traversé 31 communes.
Le gave de Sainte-Engrâce, d'une longueur totale de 15,1 km, prend sa source dans la commune de Sainte-Engrâce et s'écoule vers le sud-ouest avant de se réorienter vers le nord-ouest. Il traverse la commune et se jette dans le Saison sur le territoire communal, après avoir traversé 3 communes.

### Climat
Le climat qui caractérise la commune est qualifié, en 2010, de « climat des marges montargnardes », selon la typologie des climats de la France qui compte alors huit grands types de climats en métropole. En 2020, la commune ressort du type « climat de montagne » dans la classification établie par Météo-France, qui ne compte désormais, en première approche, que cinq grands types de climats en métropole. Pour ce type de climat, la température décroît rapidement en fonction de l'altitude. On observe une nébulosité minimale en hiver et maximale en été. Les vents et les précipitations varient notablement selon le lieu.
Les paramètres climatiques qui ont permis d’établir la typologie de 2010 comportent six variables pour les températures et huit pour les précipitations, dont les valeurs correspondent à la normale 1971-2000. Les sept principales variables caractérisant la commune sont présentées dans l'encadré ci-après.
| Paramètres climatiques communaux sur la période 1971-2000 - Moyenne annuelle de température : 12,7 °C - Nombre de jours avec une température inférieure à −5 °C : 1,6 j - Nombre de jours avec une température supérieure à 30 °C : 5,5 j - Amplitude thermique annuelle : 13,3 °C - Cumuls annuels de précipitation : 1 612 mm - Nombre de jours de précipitation en janvier : 11,7 j - Nombre de jours de précipitation en juillet : 10,7 j |

Avec le changement climatique, ces variables ont évolué. Une étude réalisée en 2014 par la Direction générale de l'Énergie et du Climat complétée par des études régionales prévoit en effet que la  température moyenne devrait croître et la pluviométrie moyenne baisser, avec toutefois de fortes variations régionales. La station météorologique de Météo-France installée sur la commune et en service de 1970 à 2013 permet de connaître l'évolution des indicateurs météorologiques. Le tableau détaillé pour la période 1981-2010 est présenté ci-après.
| Mois                                  | jan.             | fév.            | mars            | avril         | mai             | juin           | jui.          | août           | sep.            | oct.            | nov.            | déc.        | année      |
| ------------------------------------- | ---------------- | --------------- | --------------- | ------------- | --------------- | -------------- | ------------- | -------------- | --------------- | --------------- | --------------- | ----------- | ---------- |
| Température minimale moyenne (°C)     | 2                | 2,2             | 4,1             | 5,6           | 8,7             | 11,8           | 13,9          | 13,9           | 11,2            | 8,8             | 5               | 3           | 7,5        |
| Température moyenne (°C)              | 6,5              | 7,1             | 9,6             | 11,1          | 14,5            | 17,5           | 19,7          | 19,8           | 17,3            | 14,1            | 9,5             | 7,2         | 12,9       |
| Température maximale moyenne (°C)     | 10,9             | 12              | 15              | 16,7          | 20,3            | 23,3           | 25,5          | 25,6           | 23,4            | 19,3            | 14,1            | 11,5        | 18,2       |
| Record de froid (°C) date du record   | −12,5 09.01.1985 | −10,5 08.02.12  | −9,5 01.03.05   | −2 04.04.1970 | 0,5 02.05.1974  | 2,5 12.06.1972 | 5 01.07.1972  | 4,5 24.08.1972 | 3,4 29.09.1981  | −1,5 16.10.09   | −6,2 24.11.1988 | −8 25.12.01 | −12,5 1985 |
| Record de chaleur (°C) date du record | 23,5 06.01.1999  | 27,5 26.02.1994 | 29,4 31.03.1980 | 31,5 30.04.05 | 35,5 30.05.1996 | 39 22.06.03    | 40 20.07.1989 | 40 04.08.03    | 36,2 15.09.1987 | 31,4 03.10.1985 | 25,6 01.11.1989 | 26 23.12.12 | 40 2003    |
| Précipitations (mm)                   | 140,5            | 117,6           | 123,4           | 154,4         | 141,4           | 104            | 79,3          | 94             | 106,4           | 137,5           | 161,9           | 146,7       | 1 507,1    |

### Milieux naturels et biodiversité

#### Réseau Natura 2000
Le réseau Natura 2000 est un réseau écologique européen de sites naturels d'intérêt écologique élaboré à partir des Directives « Habitats » et « Oiseaux », constitué de zones spéciales de conservation (ZSC) et de zones de protection spéciale (ZPS).
Quatre sites Natura 2000 ont été définis sur la commune au titre de la « directive Habitats », : 
- les « montagnes du pic des Escaliers », d'une superficie de 8 600 ha, présentant une flore très diversifiée marquée par une nette influence atlantique et montagnarde. Cependant, les versants exposés au Sud Sud-Est et Est abritent une flore thermophile remarquable[24] ;
- « le Saison (cours d'eau) », d'une superficie de 2 200 ha, un cours d'eau de très bonne qualité à salmonidés[25] ;
- les « montagnes du Barétous », d'une superficie de 14 421 ha, présentant une flore très diversifiée marquée par une nette influence atlantique et montagnarde. Elles se démarquent des autres massifs de la Haute Soule et du Barétous` notamment par sa flore caractéristique des tourbières comprenant de nombreuses espèces patrimoniales dont 16 espèces de sphaignes et 4 lycopodiacées[26] ;
- les « montagnes de la Haute Soule », d'une superficie de 14 360 ha, présentant une flore très diversifiée marquée par une nette influence atlantique et se démarquent des autres massifs de la Haute Soule et du Barétous par la présence de l’étage subalpin et d’une influence montagnarde par conséquent plus tranchée[27] et une au titre de la « directive Oiseaux »[23],[Carte 3] :
- la « Haute Soule : massif de la Pierre Saint-Martin », d'une superficie de 18 312 ha, un vaste ensemble montagneux de basse à haute altitude[28].

#### Zones naturelles d'intérêt écologique, faunistique et floristique
L’inventaire des zones naturelles d'intérêt écologique, faunistique et floristique (ZNIEFF) a pour objectif de réaliser une couverture des zones les plus intéressantes sur le plan écologique, essentiellement dans la perspective d’améliorer la connaissance du patrimoine naturel national et de fournir aux différents décideurs un outil d’aide à la prise en compte de l’environnement dans l’aménagement du territoire.
Deux ZNIEFF de type 1 sont recensées sur la commune, : 
les « hêtraies et landes de la confluence des gaves de Larrau et de Saint-Engrace » (5 156,66 ha), couvrant 7 communes du département et 
la « montagne d'Ahargou et mont Begousse » (3 233,01 ha), couvrant 6 communes du département
et trois ZNIEFF de type 2,, : 
- le « bassin versant du Lausset et du Joos : bois, landes et zones tourbeuses » (19 519,13 ha), couvrant 23 communes du département[32] ;
- la « Haute-Soule » (26 095,69 ha), couvrant 9 communes du département[33] ;
- le « réseau hydrographique du gave d'Oloron et de ses affluents » (6 885,32 ha), couvrant 114 communes dont 2 dans les Landes et 112 dans les Pyrénées-Atlantiques[34].

## Urbanisme

### Typologie
Au 1er janvier 2024, Licq-Athérey est catégorisée commune rurale à habitat dispersé, selon la nouvelle grille communale de densité à sept niveaux définie par l'Insee en 2022.
Elle est située hors unité urbaine et hors attraction des villes,.

### Occupation des sols

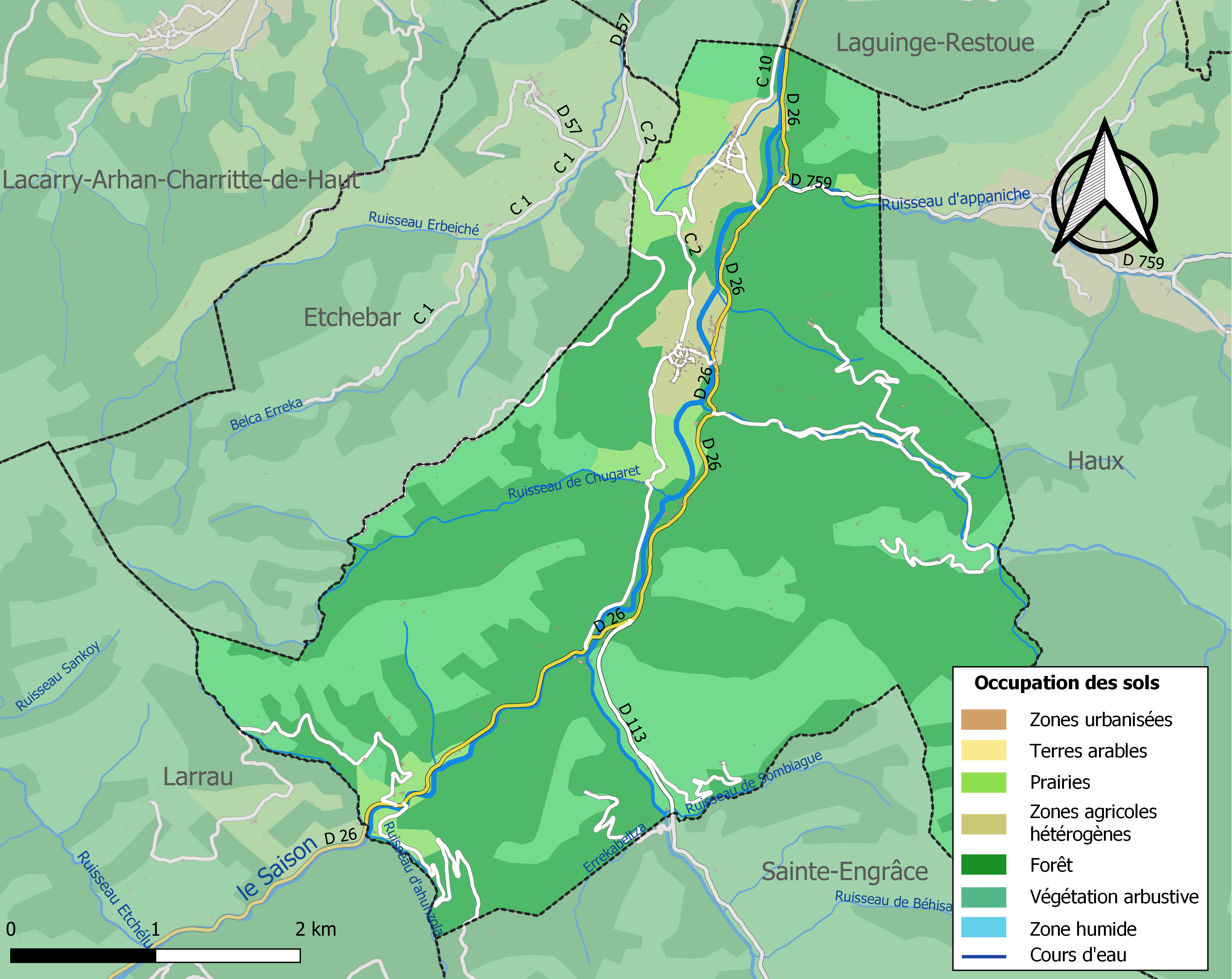
Carte des infrastructures et de l'occupation des sols de la commune en 2018 (CLC).

L'occupation des sols de la commune, telle qu'elle ressort de la base de données européenne d’occupation biophysique des sols Corine Land Cover (CLC), est marquée par l'importance des forêts et milieux semi-naturels (90,9 % en 2018), une proportion sensiblement équivalente à celle de 1990 (91 %). La répartition détaillée en 2018 est la suivante : 
forêts (63,1 %), milieux à végétation arbustive et/ou herbacée (27,7 %), prairies (5,1 %), zones agricoles hétérogènes (4 %). L'évolution de l’occupation des sols de la commune et de ses infrastructures peut être observée sur les différentes représentations cartographiques du territoire : la carte de Cassini (XVIIIe siècle), la carte d'état-major (1820-1866) et les cartes ou photos aériennes de l'IGN pour la période actuelle (1950 à aujourd'hui).

### Lieux-dits et hameaux
11 quartiers composent la commune de Licq-Athérey :
Licq
- Kharrika ;
- Zenbiaga (Sombiague sur les cartes IGN) ;
- Süselge (Susselgue sur les cartes IGN) ;
- Kastillafuerte.

Athérey
- Anderexaltea ;
- Andoze ;
- Kharrika ;
- Zübübürüa (Cububurie sur les cartes IGN) ;
- Hüje (Huge sur les cartes IGN) ;
- Iratxetaltea (Iratxeta sur les cartes IGN) ;
- Iratzebil (Iratzebilea sur les cartes IGN).

### Risques majeurs
Le territoire de la commune de Licq-Athérey est vulnérable à différents aléas naturels : météorologiques (tempête, orage, neige, grand froid, canicule ou sécheresse), inondations, feux de forêts, mouvements de terrains, avalanche  et séisme (sismicité moyenne). Il est également exposé à un risque technologique, la rupture d'un barrage, et à un risque particulier : le risque de radon. Un site publié par le BRGM permet d'évaluer simplement et rapidement les risques d'un bien localisé soit par son adresse soit par le numéro de sa parcelle.

#### Risques naturels
Certaines parties du territoire communal sont susceptibles d’être affectées par le risque d’inondation par une crue torrentielle ou à montée rapide de cours d'eau, notamment le Saison et le gave de Sainte-Engrâce. La commune a été reconnue en état de catastrophe naturelle au titre des dommages causés par les inondations et coulées de boue survenues en 1982, 1983, 1992, 2008, 2009, 2012 et 2021,.
Licq-Athérey est exposée au risque de feu de forêt. En 2020, le premier plan de protection des forêts contre les incendies (PDPFCI) a été adopté pour la période 2020-2030. La réglementation des usages du feu à l’air libre et les obligations légales de débroussaillement dans le département des Pyrénées-Atlantiques font l'objet d'une consultation de public ouverte du 16 septembre au 7 octobre 2022,.
Les mouvements de terrains susceptibles de se produire sur la commune sont des mouvements de sols liés à la présence d'argile et des affaissements et effondrements liés aux cavités souterraines (hors mines). Afin de mieux appréhender le risque d’affaissement de terrain, un inventaire national permet de localiser les éventuelles cavités souterraines sur la commune.

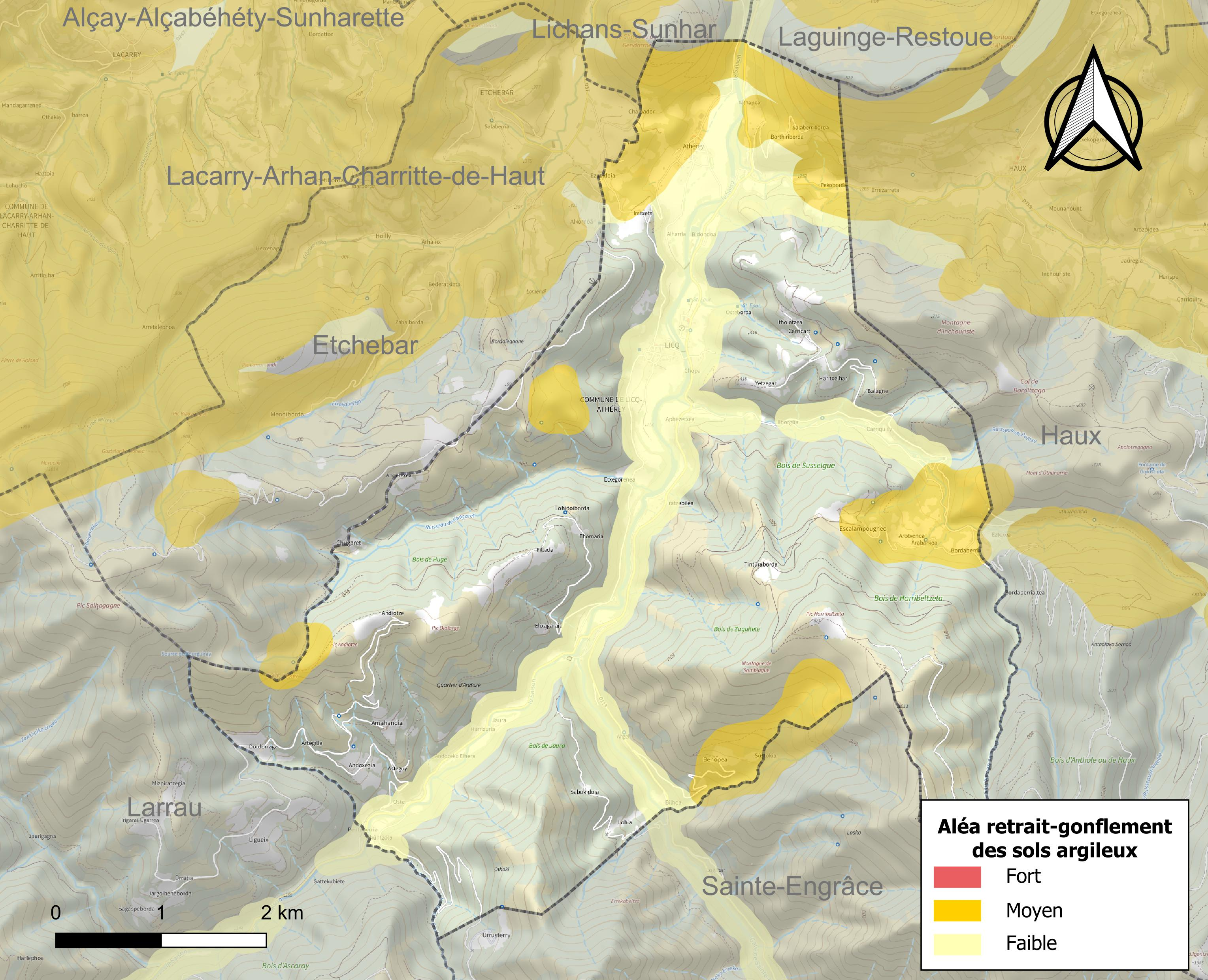
Carte des zones d'aléa retrait-gonflement des sols argileux de Licq-Athérey.

Le retrait-gonflement des sols argileux est susceptible d'engendrer des dommages importants aux bâtiments en cas d’alternance de périodes de sécheresse et de pluie. 12,7 % de la superficie communale est en aléa moyen ou fort (59 % au niveau départemental et 48,5 % au niveau national). Depuis le 1er octobre 2020, en application de la loi ELAN, différentes contraintes s'imposent aux vendeurs, maîtres d'ouvrages ou constructeurs de biens situés dans une zone classée en aléa moyen ou fort,.
La commune est exposée aux risques d'avalanche. Les habitants exposés à ce risque doivent se renseigner, en mairie, de l’existence d’un plan de prévention des risques avalanches (PPRA). Le cas échéant, identifier les mesures applicables à l'habitation, identifier, au sein de l'habitation, la pièce avec la façade la moins exposée à l’aléa pouvant faire office, au besoin, de zone de confinement et équiper cette pièce avec un kit de situation d’urgence,.

#### Risque technologique
La commune est en outre située en aval de barrages de classe A. À ce titre elle est susceptible d’être touchée par l’onde de submersion consécutive à la rupture de cet ouvrage.

#### Risque particulier
Dans plusieurs parties du territoire national, le radon, accumulé dans certains logements ou autres locaux, peut constituer une source significative d’exposition de la population aux rayonnements ionisants. Selon la classification de 2018, la commune de Licq-Athérey est classée en zone 2, à savoir zone à potentiel radon faible mais sur lesquelles des facteurs géologiques particuliers peuvent faciliter le transfert du radon vers les bâtiments.

## Toponymie

### Attestations anciennes
Le toponyme Licq apparaît sous la forme
Lic (1386, notaires de Navarrenx).
Le toponyme Athérey apparaît sous la forme 
Aterey (1479, contrats d'Ohix) et 
Atherey (1793 et 1801, Bulletin des Lois).

### Autres toponymes
Aguerre est mentionné en 1520 (coutume de Soule).

### Graphie basque
Son nom basque actuel est Ligi-Atherei.

## Histoire
C'est à Licq que se trouve le fameux pont des laminak dont une légende dit qu'il n'a jamais pu être terminé à temps.
La commune a été créée le 24 juillet 1843 par la réunion des communes de Licq et d' Athérey.

## Politique et administration
| Période | Période | Identité          | Étiquette | Qualité |
| ------- | ------- | ----------------- | --------- | ------- |
| 1995    | 2020    | Jean-Marc Peillen |           |         |

### Intercommunalité
La commune fait partie de sept structures intercommunales :
- la communauté d'agglomération du Pays Basque ;
- le SIGOM ;
- le SIVOM du canton de Tardets ;
- le SIVU chargé du tourisme en Haute-Soule et Barétous ;
- le syndicat d'assainissement du pays de Soule ;
- le syndicat d’énergie des Pyrénées-Atlantiques ;
- le syndicat intercommunal pour le soutien à la culture basque.

## Population et société

### Démographie
L'évolution du nombre d'habitants est connue à travers les recensements de la population effectués dans la commune depuis 1793. Pour les communes de moins de 10 000 habitants, une enquête de recensement portant sur toute la population est réalisée tous les cinq ans, les populations de référence des années intermédiaires étant quant à elles estimées par interpolation ou extrapolation. Pour la commune, le premier recensement exhaustif entrant dans le cadre du nouveau dispositif a été réalisé en 2005.

En 2022, la commune comptait 192 habitants, en évolution de −8,13 % par rapport à 2016 (Pyrénées-Atlantiques : +3,78 %, France hors Mayotte : +2,11 %).
| 1793 | 1800 | 1806 | 1821 | 1831 | 1836 | 1841 | 1846 | 1851 |
| ---- | ---- | ---- | ---- | ---- | ---- | ---- | ---- | ---- |
| 333  | 339  | 381  | 348  | 481  | 477  | 709  | 809  | 848  |

| 1856 | 1861 | 1866 | 1872 | 1876 | 1881 | 1886 | 1891 | 1896 |
| ---- | ---- | ---- | ---- | ---- | ---- | ---- | ---- | ---- |
| 834  | 831  | 821  | 700  | 701  | 689  | 647  | 645  | 620  |

| 1901 | 1906 | 1911 | 1921 | 1926 | 1931 | 1936 | 1946 | 1954 |
| ---- | ---- | ---- | ---- | ---- | ---- | ---- | ---- | ---- |
| 644  | 645  | 670  | 658  | 601  | 566  | 554  | 534  | 457  |

| 1962 | 1968 | 1975 | 1982 | 1990 | 1999 | 2005 | 2006 | 2010 |
| ---- | ---- | ---- | ---- | ---- | ---- | ---- | ---- | ---- |
| 423  | 346  | 296  | 250  | 237  | 243  | 231  | 232  | 243  |

| 2015 | 2020 | 2022 | - | - | - | - | - | - |
| ---- | ---- | ---- | - | - | - | - | - | - |
| 212  | 198  | 192  | - | - | - | - | - | - |

### Enseignement
La commune dispose d'une école élémentaire publique.

## Économie
L'activité est essentiellement tournée vers l'agriculture (élevage et pâturages). La commune fait partie de la zone d'appellation de l'ossau-iraty. La pureté des eaux des gaves a permis le développement de la pisciculture.
La commune possède une centrale hydroélectrique qui alimente la Soule en général et Mauléon-Licharre en particulier.
Un conserveur artisanal Hoberena (« le meilleur » en basque), charcuterie, salaisons plats cuisinés, est installé entre l'hôtel des touristes et le fronton. Cette entreprise a récemment été reprise par un de ses employés, Bernard Petit.

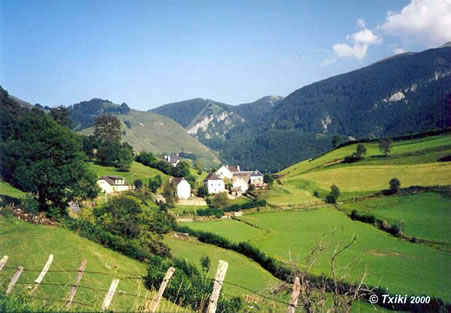
Vue du village.
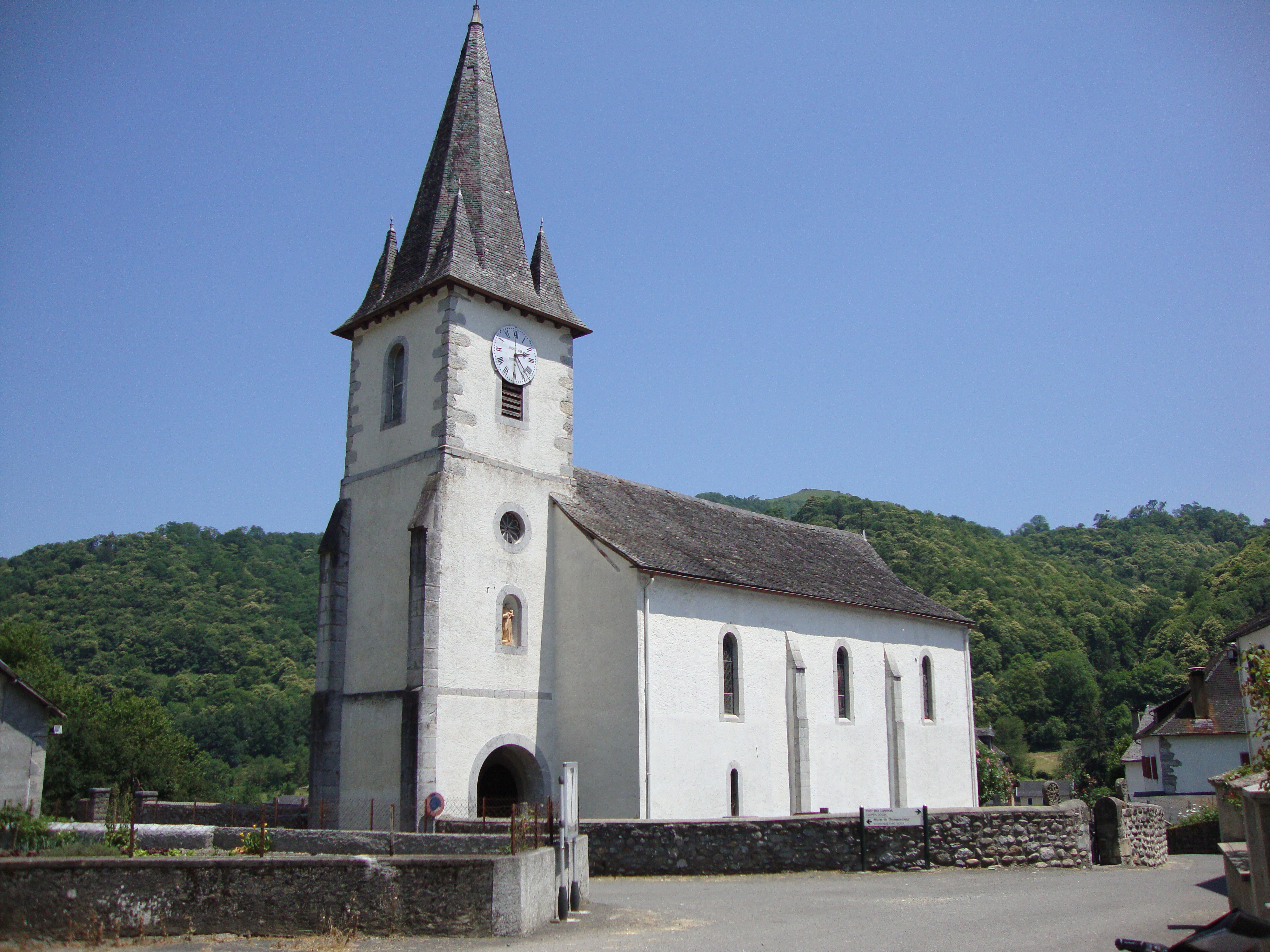
Église Saint-Julien de Licq.
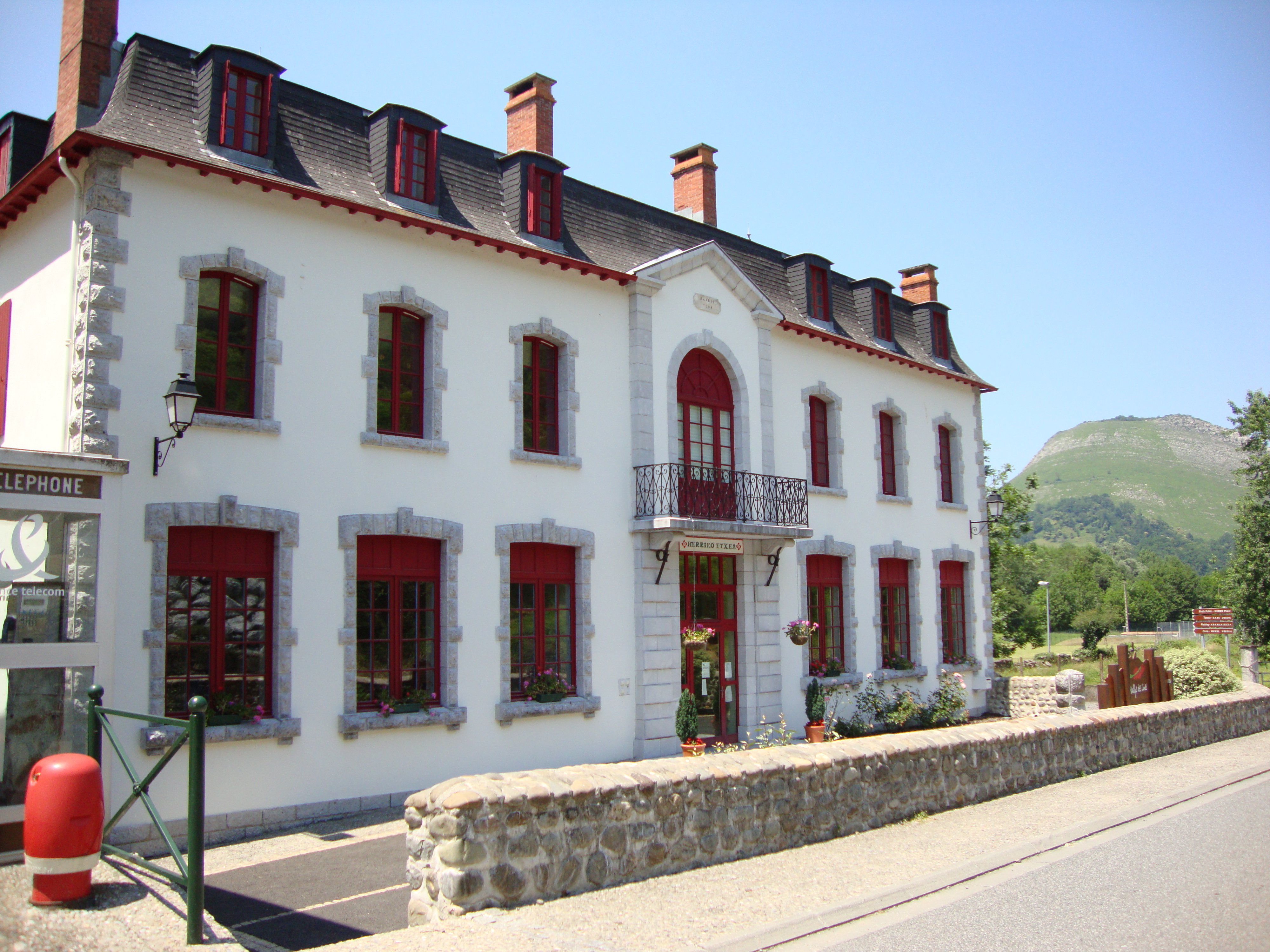
Mairie de Licq-Athérey à Licq.
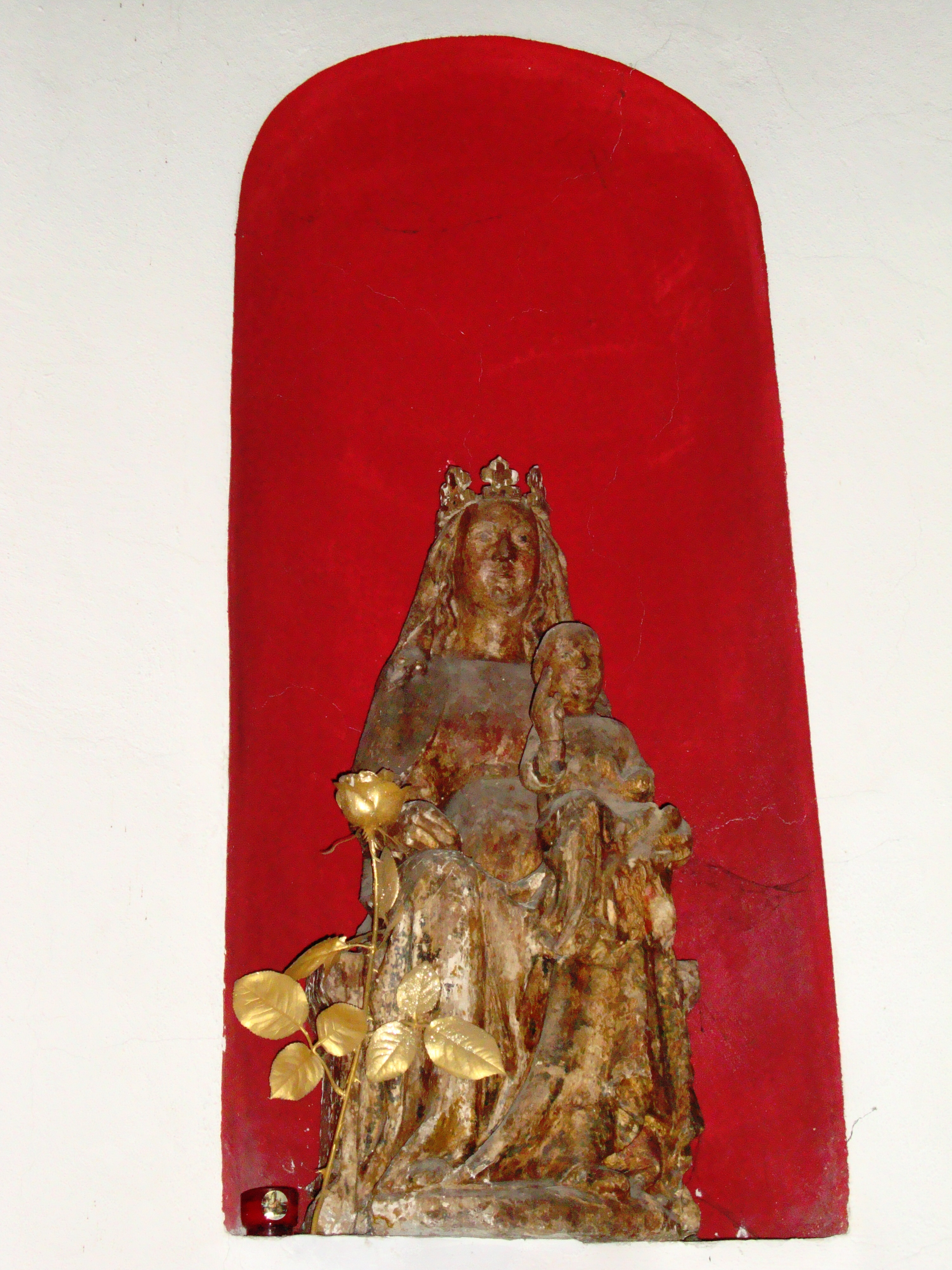
Athérey, statuette Vierge et Enfant.
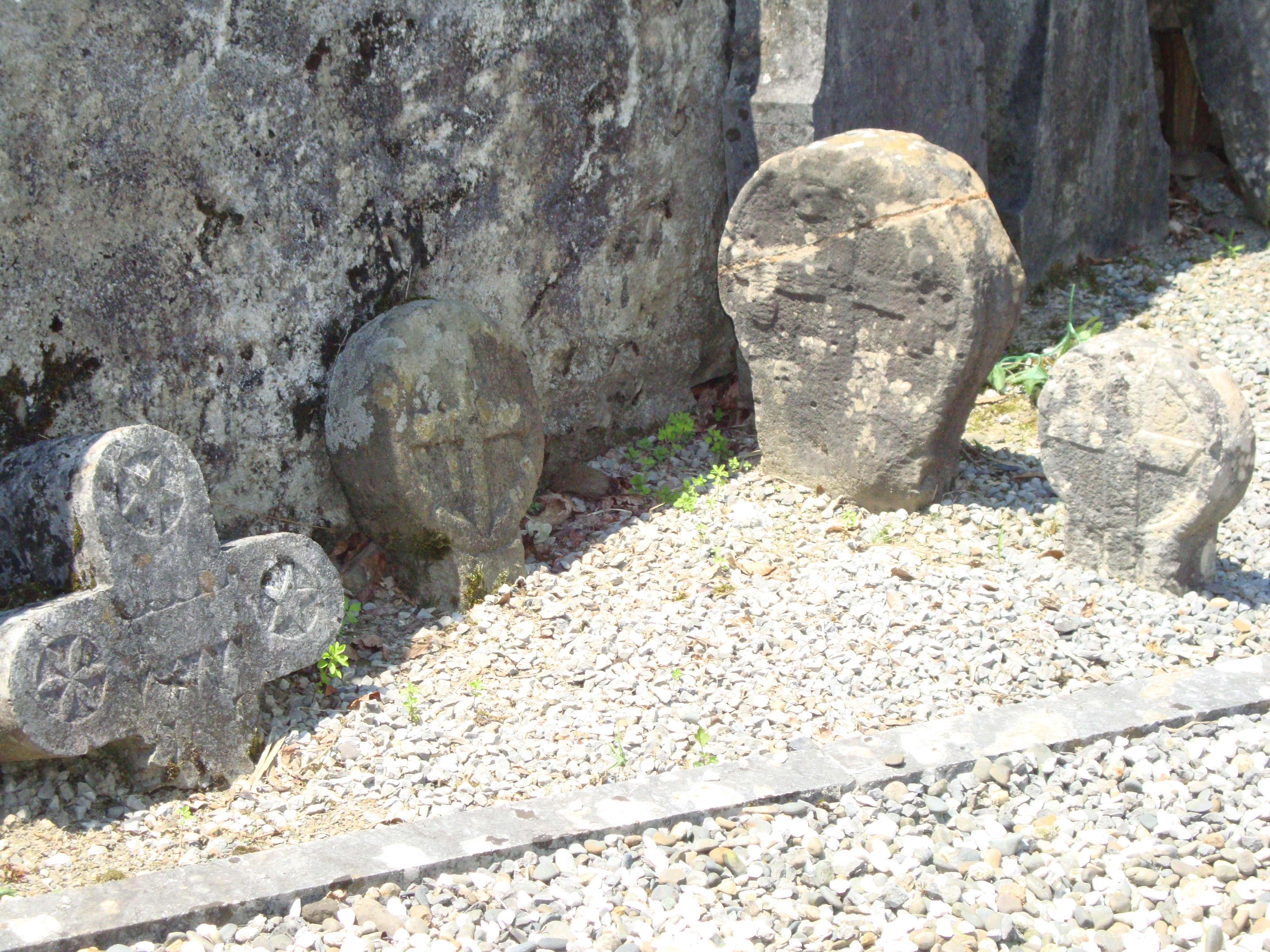
Athérey, vieilles stèles.
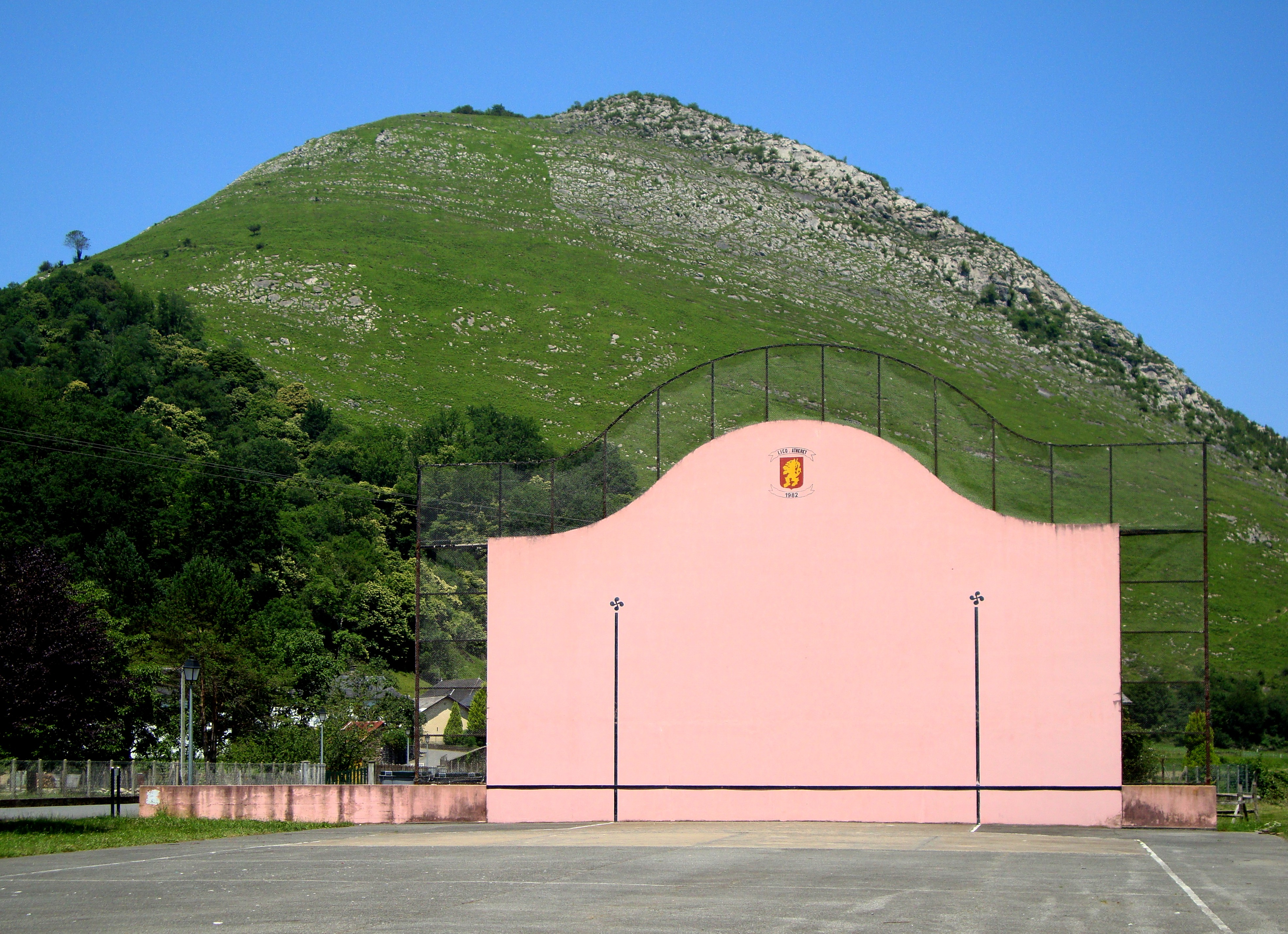
Athérey, fronton avec vue sur le Chapeau du Gendarme.

## Culture locale et patrimoine

### Patrimoine religieux
L’église Saint-Julien-d'Antioche de Licq dont les origines remontent au milieu du Moyen Âge, a été fortement remaniée au XIXe siècle.
L'église Saint-Cyr-et-Sainte-Julitte se dresse à Athérey.

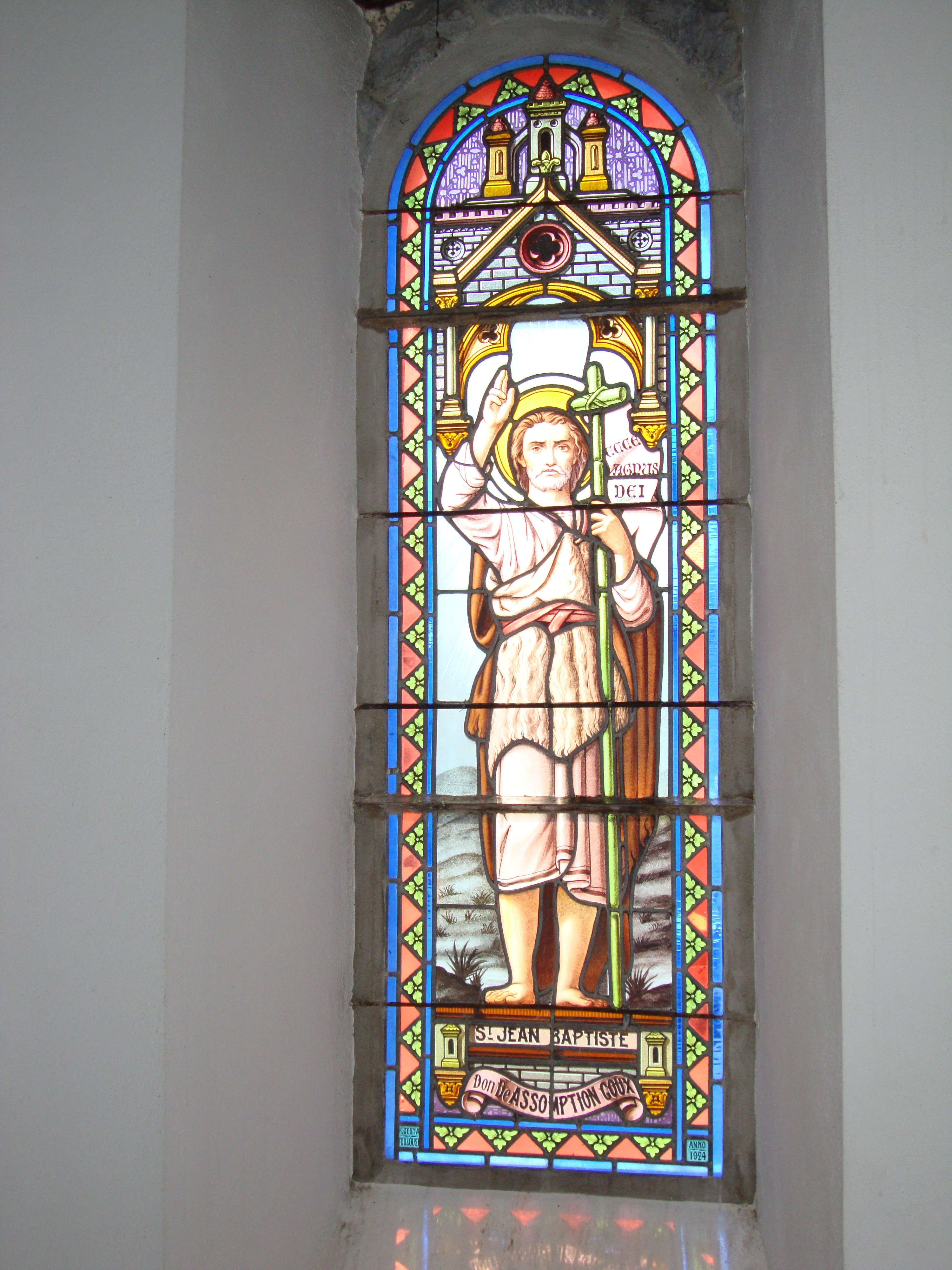
Église de Licq, vitrail saint Jean-Baptiste.
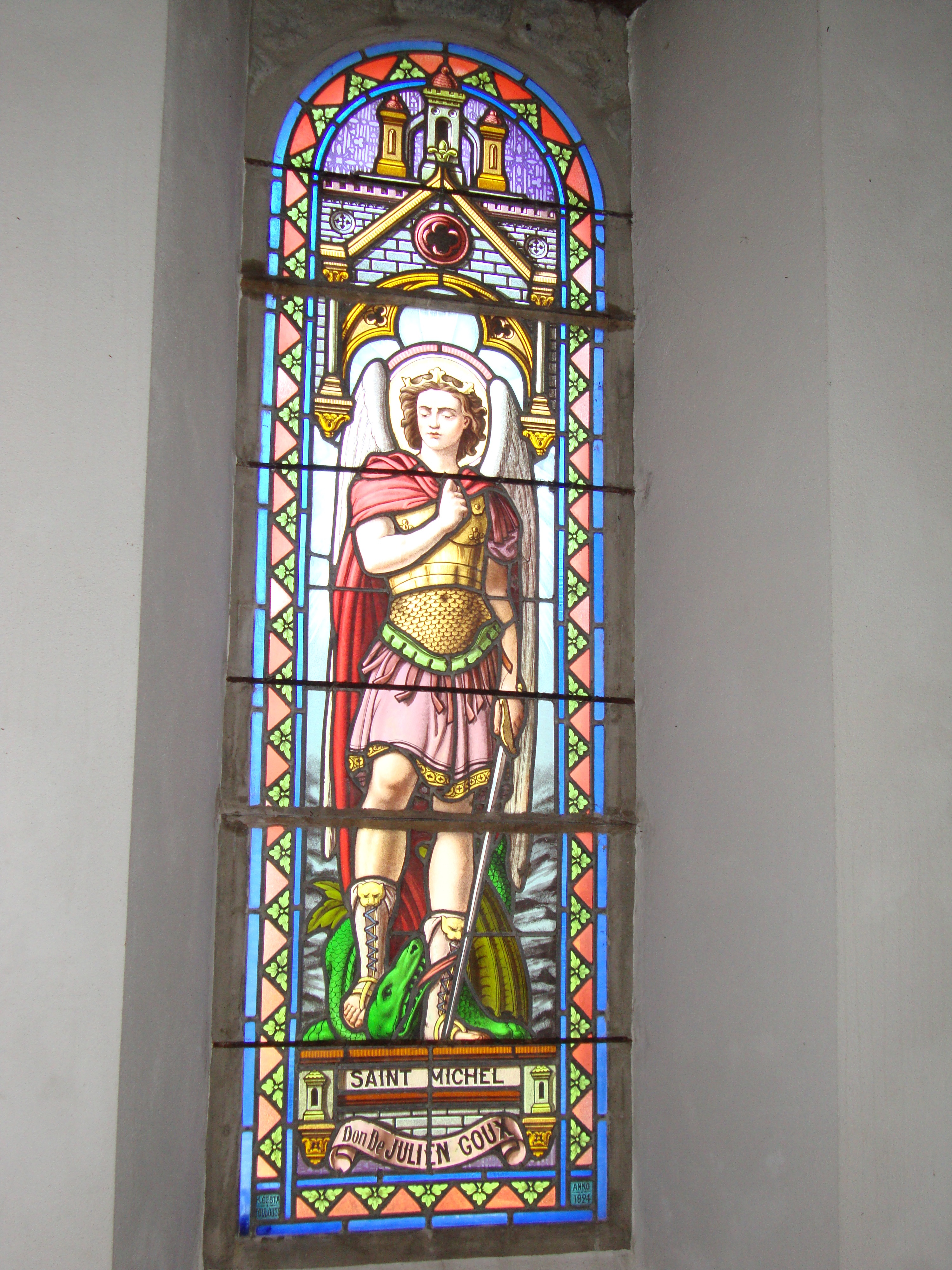
Église de Licq, vitrail saint Michel.
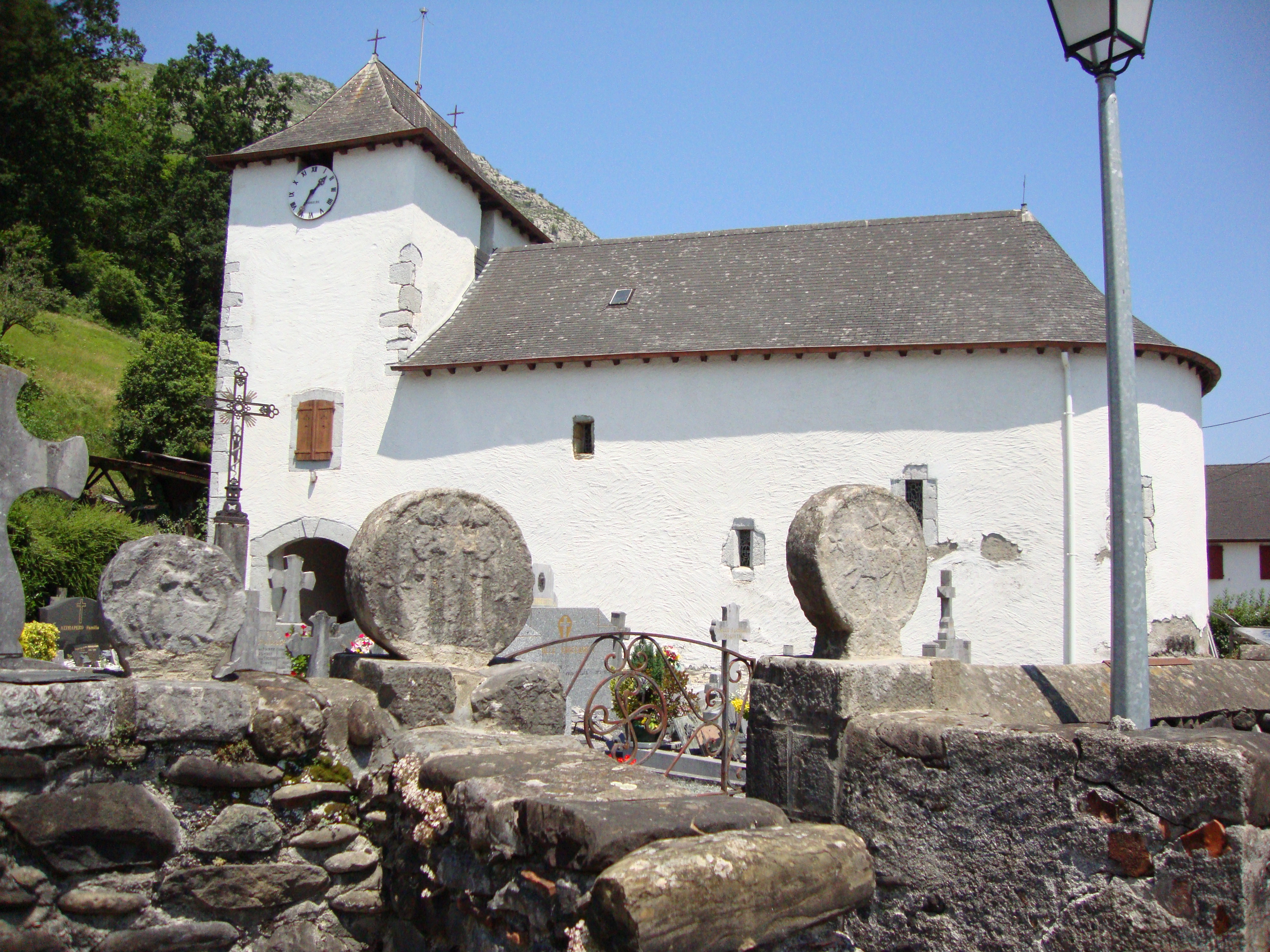
L'église d'Athéry, avec stèles basques sur le mur du cimetière.
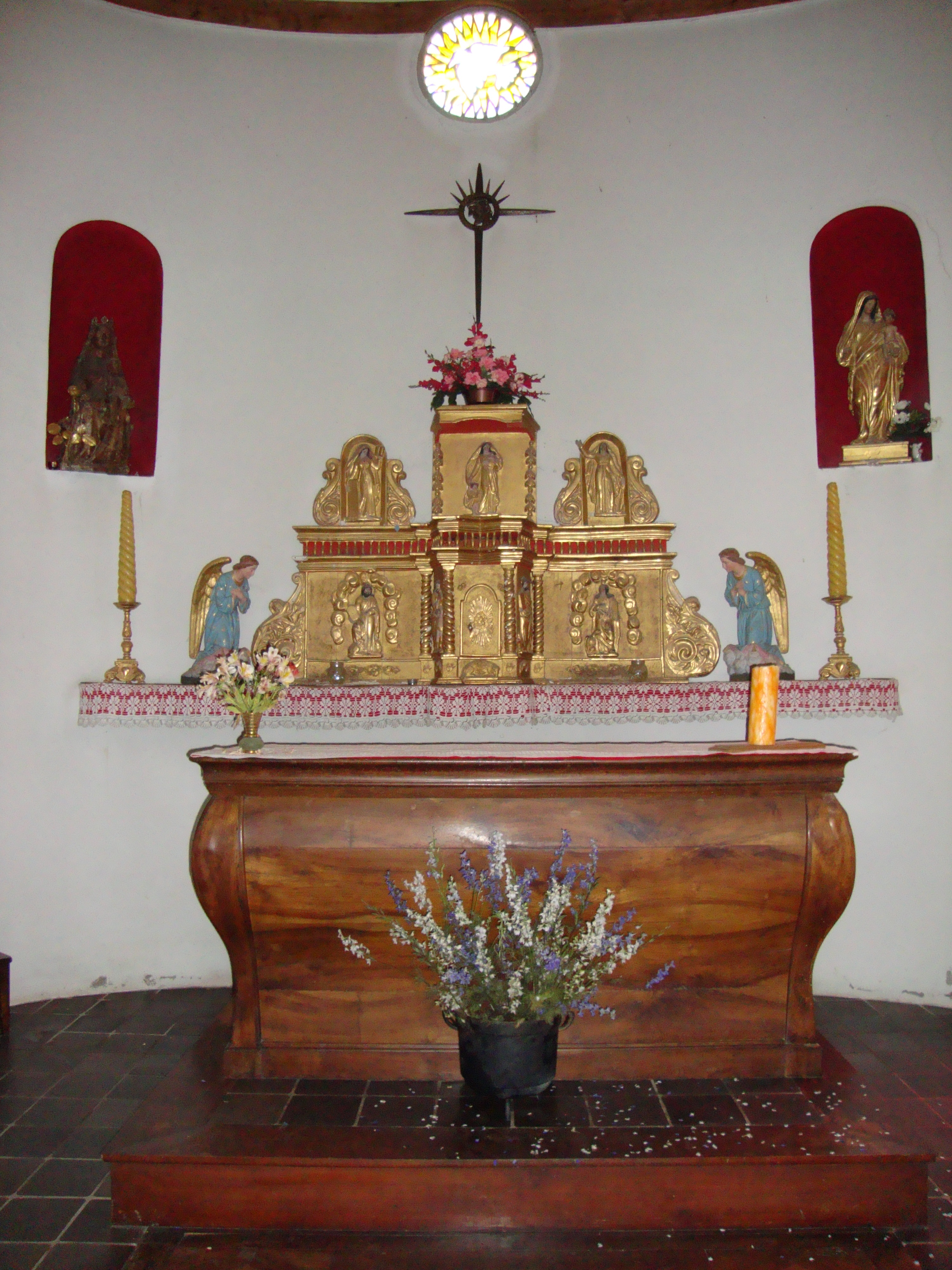
Chœur de l'église d'Athérey.

## Événements sportifs
La commune se situe sur le trajet de la 16e étape du Tour de France 2007 qui a eu lieu le 25 juillet. Le parcours de 218 kilomètres a relié Orthez à Gourette - col d'Aubisque.
Sa base nautique permet d’accueillir des compétitions de canoës, kayaks, hydrospeed (luge d'eau), hot-dog (canoë gonflable), rafting (bateau insubmersible) sur les eaux tumultueuses du Saison.
La commune accueille chaque année le départ du rallye des cimes début septembre.
De nombreux sentiers de randonnée balisés partent du village, 1 sentier de découverte "La Saligue" a été aménagé le long du Saison.

## Équipements
La commune dispose d'une école primaire.

## Personnalités liées à la commune
- Andrée Grandjean, avocate et résistante belge passe plusieurs années dans la commune avec son mari Max Cosyns[70]